# Liptovské muzeum
Liptovské muzeum v Ružomberku je příspěvkovou organizací Žilinského samosprávného kraje. Sídlí na Náměstí Š.N. Hýroše 10. Pořádá výstavy zobrazující různé aspekty liptovského regionu (historie, flóra, fauna). Konají se zde i pravidelné umělecké výstavy, jako například Strom nebo Fotofórum.

## Ostatní objekty ve správě muzea
- Národopisné a ovčácké muzeum Liptovský Hrádok – sídlí v národní kulturní památce, expozice: modrotisk v Liptově, galerie paličkované krajky
- Muzeum Černý orel – sídlí v národní kulturní památce
- Muzeum liptovské dědiny v Pribylině
- Národopisné muzeum Liptovský Hrádok – expozice hornictví a hutnictví v lokalitě Maša, objekty Klopačka a Vážnica prezentují hornoliptovské hornictví a hutnictví.
- Hornický dům Vyšná Boca
- Archeologické muzeum v přírodě NKP Liptovská Mara – Havránok
- Expozice v původní věži kostela Panny Marie z Liptovské Mary
- Hrad Likava – expozice v Huňadyho věži
- Rolnický dům Vlkolínec
- Kostel Všech svatých v Ludrové – gotický kostel ze 13. století se vzácnými freskami